# Jérémie Aliadière
Jérémie Aliadière (* 30. März 1983 in Rambouillet) ist ein ehemaliger französischer Fußballspieler.

## Karriere

### Anfänge in Frankreich und erste Erfahrungen bei den Gunners
Der Offensivakteur begann seine aktive Laufbahn in seiner Heimat bei INF Clairefontaine, dem Leistungszentrum des französischen Fußballverbandes. Im Juni 1999 beendete er dort seine Ausbildung. Im selben Jahr schloss er sich dem FC Arsenal an und war dort zunächst in den Jugendmannschaften aktiv.
Am 27. November 2001 debütierte er im League-Cup-Spiel gegen Grimsby Town in der Profimannschaft, als der Angreifer in der 82. Minute für Jermaine Pennant eingewechselt wurde. Die Partie endete mit einem 2:0-Sieg für die Gunners. Am 23. Februar 2002 absolvierte der Franzose im Heimspiel gegen den FC Fulham sein erstes Ligaspiel in der Premier League. Kurz vor Spielende lief er beim Stand von 4:1 für Arsenal als Einwechselspieler für seinen Landsmann Thierry Henry aufs Feld. Dies war zugleich sein einziger Einsatz in der Saison 2001/02 in der höchsten englischen Spielklasse. Zum Saisonende gewann Arsenal die Premier League und den FA Cup.
Aliadière wurde jedoch nicht zur Meistermannschaft gezählt, da er weniger als zehn Pflichtspiele in der Meisterschaft absolviert hatte. Auch in der folgenden Spielzeit erhielt er aufgrund der hochkarätigen Konkurrenz im Angriff der Londonern mit Thierry Henry, Dennis Bergkamp, Nwankwo Kanu und Sylvain Wiltord nur sporadische Einsätze beim Team der Gunners. Bei seinem insgesamt dritten Ligaeinsatz für Arsenal erzielte er am 27. August 2002 acht Minuten nach seiner Einwechslung seinen ersten Treffer. Aliadière traf dabei zum 5:2-Endstand für Arsenal gegen West Bromwich Albion. In der Spielzeit 2003/04 gewann er mit Arsenal erneut die englische Meisterschaft. Der Stürmer erhielt erstmals eine Siegermedaille, da er zehn Ligapartien für die Gunners absolviert hatte. In der Saison 2004/05 bestritt er lediglich sieben Pflichtspiele, davon vier im Ligabetrieb sowie zwei Einsätze im FA Cup und eine Partie im FA Community Shield gegen Manchester United, die mit einem 3:1-Sieg für Arsenal endete. Während der gesamten Saison blieb ihm ein Torerfolg verwehrt.

### Diverse Leihgeschäfte und Rückkehr zum FC Arsenal
Da er sich in London weiterhin nicht durchsetzen konnte, einigte sich der Offensivspieler am 1. Juli 2005 mit dem schottischen Traditionsverein Celtic Glasgow auf eine auf ein Jahr befristete Ausleihe. Nach lediglich weniger als zwei Monaten endete die Leihfrist jedoch frühzeitig, als Aliadière am 24. August 2005 einen Leihvertrag bei West Ham United unterzeichnete und somit nach England zurückkehrte. Während seiner Zeit bei Celtic absolvierte der Franzose zwei Einsätze in den Qualifikationsspielen zur UEFA Champions League gegen den slowakischen Vertreter Artmedia Bratislava, in denen er jeweils als Einwechselspieler zum Einsatz kam.
Auch bei West Ham United kam der Angreifer nicht über den Status eines Ergänzungsspieler hinaus und lief in sechs von sieben Partien als Einwechselspieler aufs Feld. Am 31. Januar 2006 folgte nach Beendigung der Leihdauer bei West Ham sogleich die nächste Ausleihe des Offensivakteurs, der bis zum Saisonende zu den Wolverhampton Wanderers geparkt wurde. Bei seinem dritten Ligaeinsatz für die Wolves erzielte der Angreifer am 25. Februar 2006 im Auswärtsspiel bei Hull City seinen ersten Treffer in der Football League Championship. Bis zum Saisonende zählte er zum Stammkader des Teams und bestritt alle folgenden elf Partien in der Stammformation der Wolverhampton Wanderers. Danach kehrte er wieder nach London zurück und erhielt bei den Gunners vermehrte Einsätze in den diversen Wettbewerben. Während er im League Cup in sechs Partien insgesamt vier Torerfolge verbuchen konnte, unter anderem zwei Treffer gegen West Bromwich Albion, gelang ihm in der Premier League kein Tor. Im November 2006 äußerte der Franzose Wechselgedanken, da er bei Arsenal zu wenig Spielpraxis erhalte, und es bevorzuge bei einer Mannschaft in der Premier League regelmäßig aufzulaufen.

### Zeit beim FC Middlesbrough
Im Juni 2007 fand er schließlich beim FC Middlesbrough einen neuen Arbeitgeber, bei dem er einen auf vier Jahre befristeten Vertrag unterzeichnete. Boro bezahlte für seine Dienste rund 2 Millionen Pfund an den FC Arsenal. Bei Middlesbrough erkämpfte er sich sogleich einen Stammplatz und erzielte bei seinem siebten Einsatz im Auswärtsspiel bei Manchester United seinen ersten Treffer für seinen neuen Verein. Am 23. Februar 2008 wurde der Stürmer im Auswärtsspiel beim FC Liverpool kurz vor Spielende des Feldes verwiesen, nachdem er Javier Mascherano schlug. Als Folge wurde der Angreifer für vier Partien vom Spielbetrieb ausgeschlossen.
Nach Ablauf der Sperre kehrte er am 15. März wieder in die Stammformation zurück und erzielte im Emirates Stadium gegen seinen ehemaligen Verein FC Arsenal den Führungstreffer für Middlesbrough, die Partie endete schließlich mit einem 1:1-Unentschieden. Am 11. Mai 2008 gewann er mit der Mannschaft im Heimspiel gegen Manchester City mit 8:1, dabei erzielte der Stürmer nach seiner Einwechslung den Treffer zum 7:0 für die Hausherren. Zum Saisonende 2007/08 belegte Middlesbrough den 13. Rang und sicherte sich mit sechs Punkten Vorsprung vor dem ersten Absteiger FC Reading den Ligaerhalt. Auch in der folgenden Spielzeit zählte Aliadière zum Stammpersonal bei Boro, stieg allerdings mit dem Team in die Football League Championship ab.
Nachdem er in der Saison 2009/10 in 20 Partien in der zweithöchsten englischen Spielklasse vier Torerfolge verbuchte, wurde sein zum Saisonende auslaufender Vertrag nicht verlängert. Als Gründe wurden seine zahlreichen Verletzungen, die er in den drei Jahren seines Engagements bei Middlesbrough erlitten hatte, und dass er unter seinen Möglichkeiten agiert habe, genannt.

### Rückkehr nach Frankreich
Im Sommer 2011 kehrte er in sein Heimatland zurück, wo er beim Erstligisten FC Lorient zunächst einen Einjahresvertrag unterzeichnete, der später verlängert wurde. Bei den Bretonen entwickelte er sich insbesondere in der Saison 2012/13 zu einem der torgefährlichsten Angreifer der Liga. Nach Stationen in Katar bei Umm-Salal SC und Muaither SC beendete Aliadière 2017 seine Karriere in Lorient.